# Фармерсвілл (Огайо)
Фармерсвілл (англ. Farmersville) — селище (англ. village) в США, в окрузі Монтгомері штату Огайо. Населення — 975 осіб (2020).

## Географія
Фармерсвілл розташований за координатами 39°40′43″ пн. ш. 84°25′39″ зх. д. / 39.67861° пн. ш. 84.42750° зх. д. (39.678703, -84.427431).  За даними Бюро перепису населення США в 2010 році селище мало площу 1,85 км², уся площа — суходіл.

## Демографія
Згідно з переписом 2010 року, у селищі мешкало 1009 осіб у 371 домогосподарстві у складі 288 родин. Густота населення становила 545 осіб/км².  Було 402 помешкання (217/км²).
Расовий склад населення:
| - 97,6 % — білих - 0,2 % — азіатів |

До двох чи більше рас належало 2,0 %. Частка іспаномовних становила 0,6 % від усіх жителів.
За віковим діапазоном населення розподілялося таким чином: 28,5 % — особи молодші 18 років, 60,4 % — особи у віці 18—64 років, 11,1 % — особи у віці 65 років та старші. Медіана віку мешканця становила 36,8 року. На 100 осіб жіночої статі у селищі припадало 88,6 чоловіків;  на 100 жінок у віці від 18 років та старших — 92,3 чоловіків також старших 18 років.
Середній дохід на одне домашнє господарство  становив 64 292 долари США (медіана — 60 000), а середній дохід на одну сім'ю — 71 323 долари (медіана — 67 344). Медіана доходів становила 48 571 долар для чоловіків та 31 810 доларів для жінок. За межею бідності перебувало 5,7 % осіб, у тому числі 9,7 % дітей у віці до 18 років та 9,0 % осіб у віці 65 років та старших.
Цивільне працевлаштоване населення становило 484 особи. Основні галузі зайнятості: освіта, охорона здоров'я та соціальна допомога — 23,3 %, роздрібна торгівля — 17,8 %, виробництво — 14,3 %.